# Fluy
Fluy település Franciaországban, Somme megyében. Lakosainak száma 320 fő (2022. január 1.). Fluy Bougainville, Briquemesnil-Floxicourt, Fresnoy-au-Val, Pissy, Revelles és Seux községekkel határos.

## Népesség
A település népességének változása:
| Lakosok száma | 308  | 317  | 321  | 332  | 337  | 340  | 333  | 327  | 320  |
|               | 2013 | 2015 | 2016 | 2017 | 2018 | 2019 | 2020 | 2021 | 2022 |